# Matthew Fort
Matthew Fort, né le 29 janvier 1947, est un auteur culinaire, critique gastronomique et journaliste britannique,.